# Saint-Front-sur-Lémance
Saint-Front-sur-Lémance – miejscowość i gmina we Francji, w regionie Nowa Akwitania, w departamencie Lot i Garonna.
Według danych na rok 1990 gminę zamieszkiwało 631 osób, a gęstość zaludnienia wynosiła 32 osób/km² (wśród 2290 gmin Akwitanii Saint-Front-sur-Lémance plasuje się na 622. miejscu pod względem liczby ludności, natomiast pod względem powierzchni na miejscu 539.).